# Động đất được kích hoạt từ xa
Động đất được kích hoạt từ xa là kết quả của sự ảnh hưởng từ một trận động đất lớn ở khoảng cách đáng kể, bên ngoài vùng dư chấn trực tiếp. Càng xa với trận động đất ban đầu cả không gian và thời gian, càng khó để tạo ra nhiều động đất
Các tính chất vật lý liên quan đến việc thực sự gây ra một trận động đất rất phức tạp. Hầu hết các khu vực tạo ra động đất đều ở trạng thái sắp đứt vỡ. Nếu không tác động gì vào một khu vực như vậy, nó sẽ tạo ra những trận động đất rất lớn một cách tự nhiên. Tuy nhiên, động đất được kích hoạt từ xa đang ở trong một vị trí để làm quấy động trạng thái tới hạn, hoặc bằng cách thay đổi áp lực một cách tĩnh, hoặc bằng thay đổi động lực gây ra bởi sóng địa chấn di chuyển qua.
Loại kích hoạt đầu tiên có thể do sự thay đổi tĩnh trong trại thái tới hạn. Ví dụ, sau khi động đất Landers 1992 có độ lớn 7,3 xảy ra ở California năm 1992, người ta nói rằng "bản đồ động đất của California sáng lên như một cây Giáng sinh". Sự kiện này củng cố ý tưởng về động đất được kích hoạt từ xa, và làm giả thuyết này nổi lên.
Có bằng chứng khoa học cho động đất được kích hoạt từ xa, chủ yếu là trong hình thức của phương pháp phần từ rời rạc được sử dụng trong công nghiệp khai khoáng. Nếu đá đợi mô hình là phần từ rời rạc ở trạng thái tới hạn, một sự xáo trộn duy nhất có thể ảnh hưởng đến một khu vực rộng lớn. Một ví dụ quy mô nhỏ hơn là khi một cuộc khai quật ở thung lũng gây nên một trận lở đất và làm sập toàn bộ sườn núi.